# Andrzej Łobaczewski
Andrzej M. Łobaczewski (Cracovia, 25 de mayo de 1921-Rzeszow, 1 de noviembre de 2007) fue un psiquiatra, sociólogo y ponerólogo polaco.

## Biografía
Creció en una finca rural al pie de las montañas. Dedicado a la apicultura, fue soldado durante la II Guerra Mundial y bajo la ocupación nazi participó en la Armia Krajowa, un grupo de resistencia clandestina organizada. Tras la invasión soviética de Polonia, la finca familiar fue confiscada y su familia expulsada de su antigua casa. Trabajando duro para vivir, estudió psicología en la Universidad Jaguelónica de Cracovia con el profesor de psiquiatría Edward Brzezicki, todavía sin censura; posteriormente el dirigismo comunista implantó obligatoriamente las tesis del conductismo pavloviano en psiquiatría. La opresión del gobierno dirigió su interés hacia la psicopatología, especialmente al papel de los psicópatas en un sistema gubernamental totalitario. Trabajó en un hospital psiquiátrico, en un hospital general y en un servicio de salud mental, lo que mejoró sus habilidades en diagnóstico clínico y psicoterapia. Entonces formó parte de un círculo secreto de psiquiatras que empezó a estudiar la patología de los gobiernos totalitarios. El grupo incluía a Kazimierz Dąbrowski (1902-1980), Stefan Szuman (1889-1972), Stefan Błachowski (1889-1962) y muchos otros colaboradores anónimos. Pero las autoridades políticas sospechaban demasiado de él y lo forzaron a emigrar en 1977.
Un manuscrito inicial con las conclusiones de este grupo había sido arrojado al fuego minutos antes de una redada de la policía secreta comunista; una segunda copia, reescrita con mucho esfuerzo por estos mismos científicos, fue enviada por correo al Vaticano, pero nunca se acusó recibo y el manuscrito y todos los datos valiosos que contenía se extraviaron y los científicos del grupo fallecieron salvo Lobaczewski, quien con todo lo que recordaba redactó su obra más famosa, Ponerología política, en Nueva York, en 1984. Pero todos los intentos de publicar el libro entonces fracasaron, obstaculizados por la inteligencia comunista y por Zbigniew Brzezinski.
Con problemas de salud, regresó en 1990 a Polonia; mejoró gradualmente y volvió a trabajar y a publicar diversas obras sobre psicoterapia y sociopsicología.
Falleció en noviembre de 2008.

## Pensamiento
Fue uno de los primeros investigadores en el terreno de la ponerología política. En su libro La ponerología política. Una ciencia de la naturaleza del mal adaptada a propósitos políticos, traducida al español en 2013, afirma que lo que el denomina patocracia es "un sistema de gobierno creado por una pequeña minoría patológica que toma el control de una sociedad de personas normales"; esta minoría, posesora de lo que denomina caracteropatías, engendra una paralógica, un paralenguaje y una paramoralidad en forma de máscara que termina por reunir un grupo ponerológico que se identifica por estas cualidades:
- Supresión del individualismo
- Ideología fanática
- Intolerancia hacia el diferente
- Corrupción generalizada
- Gobierno paranoide
- Desprecio a los ciudadanos que los patócratas dicen representar
- Propaganda
- Control de los medios de comunicación
- Doble lenguaje o discurso
- Utilización de la gente como mero recurso para los fines de los patócratas
- Adoctrinamiento
- División de la población para fomentar un conflicto de bandos.

El gobierno patocrático debe ser sustituido por lo que él denominaba "logocracia"

## Obras
- Political Ponerology: A Science on the Nature of Evil Adjusted for Political Purposes, Grande Prairie: Red Pill Press, 2006.
- Logokracja. Koncepcja ustroju państwa, 2010.